# Joe Pack
Joe „Bo“ Pack (* 10. April 1978 in Eugene, Oregon) ist ein ehemaliger US-amerikanischer Freestyle-Skier. Er war auf die Disziplin Aerials (Springen) spezialisiert. Joe Pack gewann die Silbermedaille bei den Olympischen Winterspielen 2002 sowie zwei Bronzemedaillen bei Weltmeisterschaften und drei Einzelwettkämpfe im Weltcup.

## Biografie
Joe Pack wuchs in New Hampshire auf und begann im Kindesalter mit dem Skispringen. Während er auf der Normalschanze von Lake Placid trainierte, war er Mitglied der Boy Scouts of America und brachte es bis zum Eagle Scout. Als er zwölf Jahre alt war, zog seine Familie nach Park City, Utah, und er wandte sich dem Freestyle-Skiing, genauer gesagt, der Sprungdisziplin Aerials, zu.
Pack gab im Dezember 1994 im Alter von 16 Jahren sein Debüt im Nor-Am Cup und gehörte auf Anhieb zu den besten Springern. Ende der Saison startete er in Lillehammer erstmals auch im Freestyle-Skiing-Weltcup. Zu Beginn der folgenden Saison kürte er sich am Mount Buller zum Juniorenweltmeister. Nach weiteren Erfolgen auf Nor-Am-Ebene, darunter der Gewinn der Aerials-Disziplinenwertung, feierte er im Januar 1997 in Breckenridge seinen ersten Weltcupsieg. Bei seinen ersten Weltmeisterschaften in Iizuna Kōgen belegte er Rang sieben. Während der Saisonvorbereitung auf den Olympia-Winter erlitt er einen Kreuzbandriss.
Sein Comeback lief erfolgreich. Mit einem zweiten Platz in Heavenly qualifizierte er sich für die Weltmeisterschaften in Meiringen-Hasliberg und gewann die Bronzemedaille. Außerdem sicherte er sich seinen ersten von zwei US-Meistertiteln in seiner Paradedisziplin. Im Winter 1999/00 klassierte sich Pack dank seines zweiten Weltcupsieges erstmals unter den besten drei der Disziplinenwertung. Im Jahr darauf holte er bei den Weltmeisterschaften in Whistler erneut Bronze, in der Weltcup-Wertung musste er sich als Zweiter nur seinem Landsmann Eric Bergoust geschlagen geben. Sein größter Karriereerfolg gelang ihm im Februar 2002 im Rahmen der Olympischen Spiele in seinem Heimatort, als er hinter Aleš Valenta die Silbermedaille gewann. In den folgenden Jahren konnte er noch einige Podestplätze verbuchen, aber insgesamt nicht mehr an frühere Erfolge anknüpfen. Bei seinen letzten beiden WM-Teilnahmen kam er über die Ränge 15 und 14 nicht hinaus. Nach den Olympischen Spielen von Turin, wo er Platz 15 belegte, beendete er seine aktive Laufbahn.
Joe Pack studierte an der University of Utah. Nach dem Ende seiner Skikarriere wanderte er nach Oʻahu aus, wo er als Golfdirektor in einem Resort arbeitet.

## Erfolge

### Olympische Spiele
- Salt Lake City 2002: 2. Aerials
- Turin 2006: 15. Aerials

### Weltmeisterschaften
- Nagano 1997: 7. Aerials
- Meiringen-Hasliberg 1999: 3. Aerials
- Whistler 2001: 3. Aerials
- Deer Valley 2003: 15. Aerials
- Ruka 2005: 14. Aerials

### Weltcupwertungen
| Saison  | Gesamt                              | Gesamt                              | Aerials                             | Aerials                             |
| Saison  | Platz                               | Punkte                              | Platz                               | Punkte                              |
| ------- | ----------------------------------- | ----------------------------------- | ----------------------------------- | ----------------------------------- |
| 1994/95 | 110.                                | 6                                   | 39.                                 | 44                                  |
| 1995/96 | 101.                                | 7                                   | 38.                                 | 64                                  |
| 1996/97 | 34.                                 | 59                                  | 10.                                 | 528                                 |
| 1997/98 | verletzungsbedingt keine Ergebnisse | verletzungsbedingt keine Ergebnisse | verletzungsbedingt keine Ergebnisse | verletzungsbedingt keine Ergebnisse |
| 1998/99 | 11.                                 | 76                                  | 6.                                  | 228                                 |
| 1999/00 | 4.                                  | 91                                  | 3.                                  | 456                                 |
| 2000/01 | 3.                                  | 90                                  | 2.                                  | 452                                 |
| 2001/02 | 25.                                 | 57                                  | 13.                                 | 228                                 |
| 2002/03 | 11.                                 | 81                                  | 4.                                  | 488                                 |
| 2003/04 | 25.                                 | 32                                  | 5.                                  | 388                                 |
| 2004/05 | 21.                                 | 31                                  | 9.                                  | 373                                 |
| 2005/06 | 34.                                 | 22                                  | 13.                                 | 241                                 |

### Weltcupsiege
Pack errang im Weltcup 16 Podestplätze, davon 3 Siege:
| Datum            | Ort          | Land   | Disziplin |
| ---------------- | ------------ | ------ | --------- |
| 25. Januar 1997  | Breckenridge | USA    | Aerials   |
| 9. Januar 2000   | Deer Valley  | USA    | Aerials   |
| 2. Dezember 2000 | Blackcomb    | Kanada | Aerials   |

### Nor-Am Cup
- Saison 1994/95: 8. Gesamtwertung, 2. Aerials-Wertung
- Saison 1995/96: 5. Gesamtwertung, 1. Aerials-Wertung
- Saison 2002/03: 9. Aerials-Wertung
- 6 Podestplätze, davon 5 Siege:

| Datum             | Ort               | Land   | Disziplin |
| ----------------- | ----------------- | ------ | --------- |
| 11. Februar 1995  | Lake Placid       | USA    | Aerials   |
| 19. Februar 1996  | Fortress Mountain | Kanada | Aerials   |
| 15. Dezember 1996 | Deer Valley       | USA    | Aerials   |
| 21. Dezember 1996 | Deer Valley       | USA    | Aerials   |
| 15. Dezember 2001 | Fortress Mountain | Kanada | Aerials   |

### Weitere Erfolge
- 2 US-amerikanische Meistertitel (Aerials 1999, 2001)[1]
- Juniorenweltmeister im Aerials 1995

## Auszeichnungen
- 2000 und 2001: U.S. Freestyle Skier of the Year (Ski Racing Magazine)[4]
- 2000, 2003 und 2004: The Meeker Award[5]
- 2011: Aufnahme in die U.S. Ski and Snowboard Hall of Fame